# Playground
Un playground (che in inglese significa genericamente "campo da gioco" o "parco giochi") è un campo da gioco all'aperto per pallacanestro.

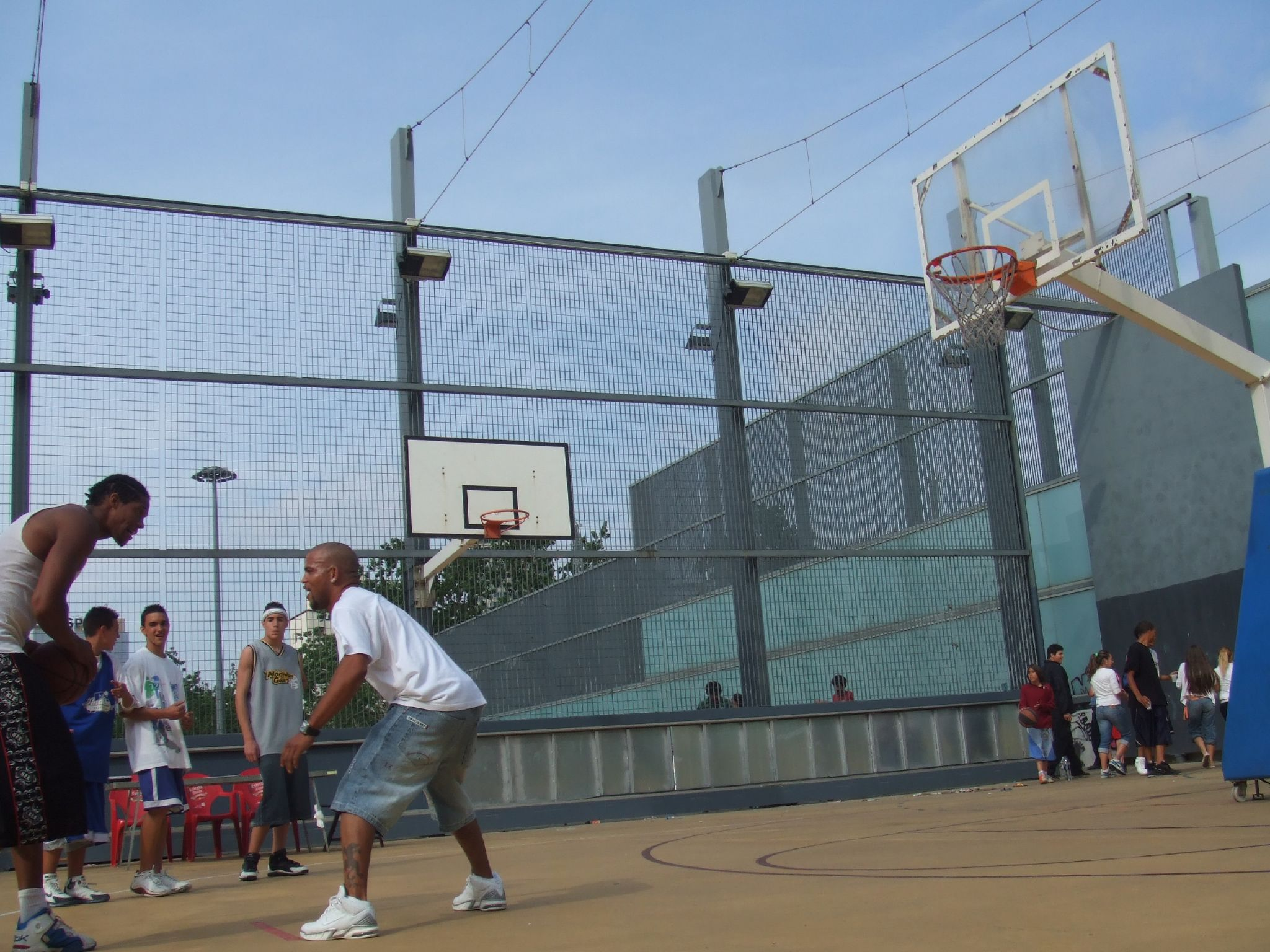
Due streetballers si sfidano su un playground

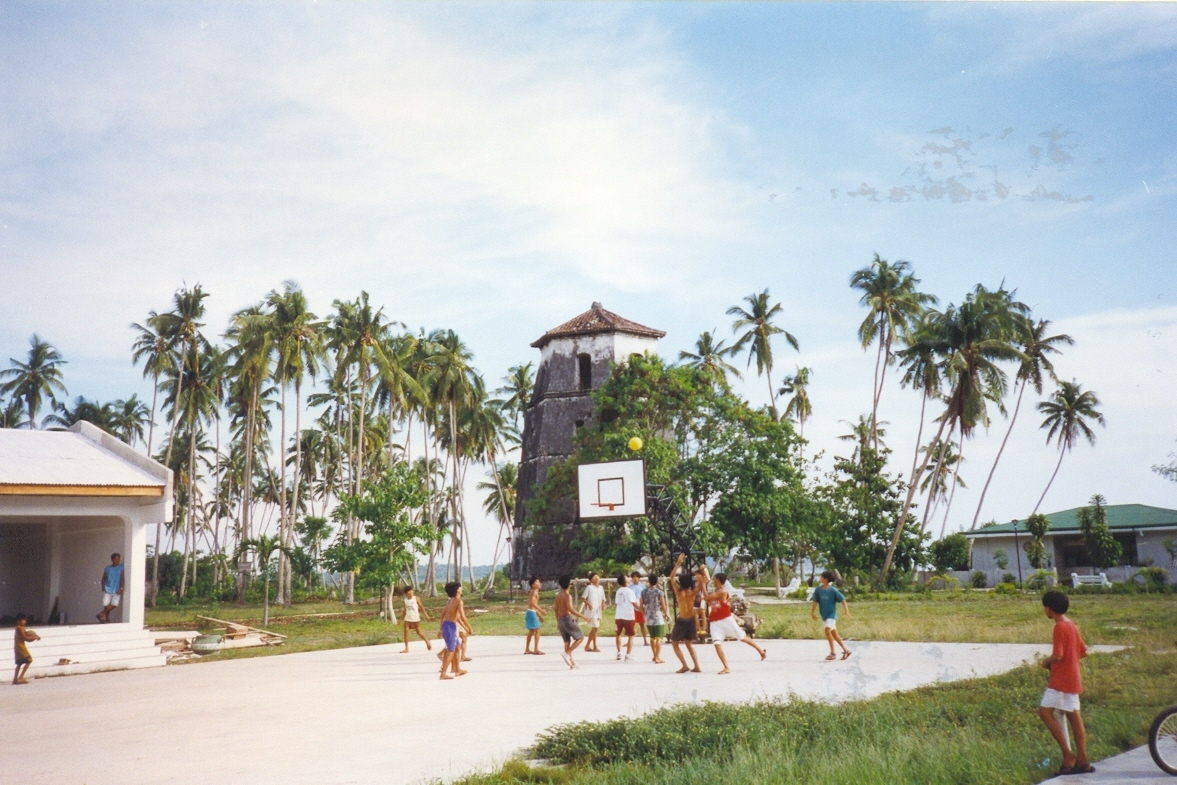
Un playground nelle Filippine

## Caratteristiche
La pavimentazione è generalmente in asfalto o cemento, a differenza del parquet usato nei campi al coperto. Talvolta, il campo è circondato da alte reti metalliche per evitare che il pallone finisca in strada.
Le dimensioni dei playground sono molto eterogenee. Si va dai campi di dimensioni regolamentari con due canestri, dove è possibile disputare normali partite di pallacanestro cinque contro cinque, a campetti di pochi metri quadrati con un solo canestro, dove si pratica lo street basketball o "pallacanestro da strada".
Alcuni playground americani sono diventati luoghi leggendari dove i ballers dei quartieri newyorkesi si scontravano e si scontrano con stelle della NBA. A New York si dice che se sei un giocatore NBA, e non sei mai stato "battezzato" sul campo del Rucker, non sei un vero giocatore, scrive Daniele Vecchi in un suo libro sui playground di New York.
Alcuni giocatori di playground sono diventati idoli del basket di strada, grazie alle loro esibizioni spettacolari. Tra questi ricordiamo il più grande di tutti Earl Manigault, detto The Goat,  Herman Knowings, detto The Helicopter, Joe The Destroyer Hammond e Richard Pee Wee Kirkland. Pete Axthelm ne parla nel suo bestseller sul basket City Game.

## Playground famosi

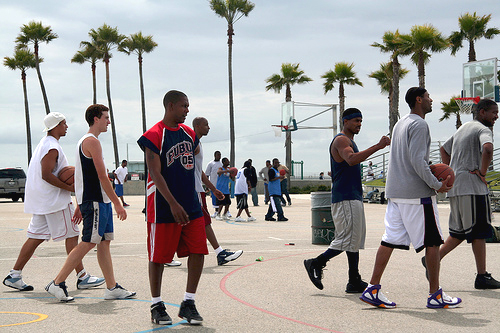
Streetballers al "Venice Beach Courts": il più famoso playground della West Coast.

- Rucker Park (Harlem, New York), dedicato a Holcombe Rucker;[1]
- Soul in the Hole (Brooklyn, New York);
- St. John's Recreation Center (Brooklyn, New York);
- Lost Battalion Center (Queens, New York);
- Happy Warrior Playground (tra Harlem e Manhattan, New York), noto anche come "Goat Park", in onore di Earl Manigault;
- West Fourth Street Courts (Greenwich Village, New York), nota anche come "The Cage";
- Venice Beach Courts (Venice, Los Angeles) è il più famoso playground della West Coast, costruito a pochi passi dalla spiaggia Venice Beach. Qui sono state girate alcune scene del film Chi non salta bianco è e la partita tra ragazzi bianchi e ragazzi di colore in American History X.

## Playground nella cultura di massa

### Film
- Chi non salta bianco è (White Men Can't Jump), regia di Ron Shelton (1992)
- Più in alto di tutti (Rebound), regia di Eriq La Salle (1996)
- American History X, regia di Tony Kaye (1998)
- The Real: Rucker Park Legends, regia di Bahmekka (2006)